# Списак IC објеката (3000—3999)
Ово је потпуни списак IC објеката (3000—3999) дубоког неба у IC каталогу (енгл. Index Catalogue). Информација о сазвежђима је узета из „The Complete New General Catalogue and Index Catalogue of Nebulae and Star Clusters, J. L. E. Dreyer”, преко  сервиса.
Морфолошки типови галаксија и објеката који су чланови Малог Магелановог облака су добијени преко  вангалактичке базе. Остали подаци у табелама су из   астрономске базе података, осим ако није другачије назначено.
- IC 3000
- IC 3001
- IC 3002
- IC 3003
- IC 3004
- IC 3005
- IC 3006
- IC 3007
- IC 3008
- IC 3009
- IC 3010
- IC 3011
- IC 3012
- IC 3013
- IC 3014
- IC 3015
- IC 3016
- IC 3017
- IC 3018
- IC 3019
- IC 3020
- IC 3021
- IC 3022
- IC 3023
- IC 3024
- IC 3025
- IC 3026
- IC 3027
- IC 3028
- IC 3029
- IC 3030
- IC 3031
- IC 3032
- IC 3033
- IC 3034
- IC 3035
- IC 3036
- IC 3037
- IC 3038
- IC 3039
- IC 3040
- IC 3041
- IC 3042
- IC 3043
- IC 3044
- IC 3045
- IC 3046
- IC 3047
- IC 3048
- IC 3049
- IC 3050
- IC 3051
- IC 3052
- IC 3053
- IC 3054
- IC 3055
- IC 3056
- IC 3057
- IC 3058
- IC 3059
- IC 3060
- IC 3061
- IC 3062
- IC 3063
- IC 3064
- IC 3065
- IC 3066
- IC 3067
- IC 3068
- IC 3069
- IC 3070
- IC 3071
- IC 3072
- IC 3073
- IC 3074
- IC 3075
- IC 3076
- IC 3077
- IC 3078
- IC 3079
- IC 3080
- IC 3081
- IC 3082
- IC 3083
- IC 3084
- IC 3085
- IC 3086
- IC 3087
- IC 3088
- IC 3089
- IC 3090
- IC 3091
- IC 3092
- IC 3093
- IC 3094
- IC 3095
- IC 3096
- IC 3097
- IC 3098
- IC 3099
- IC 3100
- IC 3101
- IC 3102
- IC 3103
- IC 3104
- IC 3105
- IC 3106
- IC 3107
- IC 3108
- IC 3109
- IC 3110
- IC 3111
- IC 3112
- IC 3113
- IC 3114
- IC 3115
- IC 3116
- IC 3117
- IC 3118
- IC 3119
- IC 3120
- IC 3121
- IC 3122
- IC 3123
- IC 3124
- IC 3125
- IC 3126
- IC 3127
- IC 3128
- IC 3129
- IC 3130
- IC 3131
- IC 3132
- IC 3133
- IC 3134
- IC 3135
- IC 3136
- IC 3137
- IC 3138
- IC 3139
- IC 3140
- IC 3141
- IC 3142
- IC 3143
- IC 3144
- IC 3145
- IC 3146
- IC 3147
- IC 3148
- IC 3149
- IC 3150
- IC 3151
- IC 3152
- IC 3153
- IC 3154
- IC 3155
- IC 3156
- IC 3157
- IC 3158
- IC 3159
- IC 3160
- IC 3161
- IC 3162
- IC 3163
- IC 3164
- IC 3165
- IC 3166
- IC 3167
- IC 3168
- IC 3169
- IC 3170
- IC 3171
- IC 3172
- IC 3173
- IC 3174
- IC 3175
- IC 3176
- IC 3177
- IC 3178
- IC 3179
- IC 3180
- IC 3181
- IC 3182
- IC 3183
- IC 3184
- IC 3185
- IC 3186
- IC 3187
- IC 3188
- IC 3189
- IC 3190
- IC 3191
- IC 3192
- IC 3193
- IC 3194
- IC 3195
- IC 3196
- IC 3197
- IC 3198
- IC 3199
- IC 3200
- IC 3201
- IC 3202
- IC 3203
- IC 3204
- IC 3205
- IC 3206
- IC 3207
- IC 3208
- IC 3209
- IC 3210
- IC 3211
- IC 3212
- IC 3213
- IC 3214
- IC 3215
- IC 3216
- IC 3217
- IC 3218
- IC 3219
- IC 3220
- IC 3221
- IC 3222
- IC 3223
- IC 3224
- IC 3225
- IC 3226
- IC 3227
- IC 3228
- IC 3229
- IC 3230
- IC 3231
- IC 3232
- IC 3233
- IC 3234
- IC 3235
- IC 3236
- IC 3237
- IC 3238
- IC 3239
- IC 3240
- IC 3241
- IC 3242
- IC 3243
- IC 3244
- IC 3245
- IC 3246
- IC 3247
- IC 3248
- IC 3249
- IC 3250
- IC 3251
- IC 3252
- IC 3253
- IC 3254
- IC 3255
- IC 3256
- IC 3257
- IC 3258
- IC 3259
- IC 3260
- IC 3261
- IC 3262
- IC 3263
- IC 3264
- IC 3265
- IC 3266
- IC 3267
- IC 3268
- IC 3269
- IC 3270
- IC 3271
- IC 3272
- IC 3273
- IC 3274
- IC 3275
- IC 3276
- IC 3277
- IC 3278
- IC 3279
- IC 3280
- IC 3281
- IC 3282
- IC 3283
- IC 3284
- IC 3285
- IC 3286
- IC 3287
- IC 3288
- IC 3289
- IC 3290
- IC 3291
- IC 3292
- IC 3293
- IC 3294
- IC 3295
- IC 3296
- IC 3297
- IC 3298
- IC 3299
- IC 3300
- IC 3301
- IC 3302
- IC 3303
- IC 3304
- IC 3305
- IC 3306
- IC 3307
- IC 3308
- IC 3309
- IC 3310
- IC 3311
- IC 3312
- IC 3313
- IC 3314
- IC 3315
- IC 3316
- IC 3317
- IC 3318
- IC 3319
- IC 3320
- IC 3321
- IC 3322
- IC 3323
- IC 3324
- IC 3325
- IC 3326
- IC 3327
- IC 3328
- IC 3329
- IC 3330
- IC 3331
- IC 3332
- IC 3333
- IC 3334
- IC 3335
- IC 3336
- IC 3337
- IC 3338
- IC 3339
- IC 3340
- IC 3341
- IC 3342
- IC 3343
- IC 3344
- IC 3345
- IC 3346
- IC 3347
- IC 3348
- IC 3349
- IC 3350
- IC 3351
- IC 3352
- IC 3353
- IC 3354
- IC 3355
- IC 3356
- IC 3357
- IC 3358
- IC 3359
- IC 3360
- IC 3361
- IC 3362
- IC 3363
- IC 3364
- IC 3365
- IC 3366
- IC 3367
- IC 3368
- IC 3369
- IC 3370
- IC 3371
- IC 3372
- IC 3373
- IC 3374
- IC 3375
- IC 3376
- IC 3377
- IC 3378
- IC 3379
- IC 3380
- IC 3381
- IC 3382
- IC 3383
- IC 3384
- IC 3385
- IC 3386
- IC 3387
- IC 3388
- IC 3389
- IC 3390
- IC 3391
- IC 3392
- IC 3393
- IC 3394
- IC 3395
- IC 3396
- IC 3397
- IC 3398
- IC 3399
- IC 3400
- IC 3401
- IC 3402
- IC 3403
- IC 3404
- IC 3405
- IC 3406
- IC 3407
- IC 3408
- IC 3409
- IC 3410
- IC 3411
- IC 3412
- IC 3413
- IC 3414
- IC 3415
- IC 3416
- IC 3417
- IC 3418
- IC 3419
- IC 3420
- IC 3421
- IC 3422
- IC 3423
- IC 3424
- IC 3425
- IC 3426
- IC 3427
- IC 3428
- IC 3429
- IC 3430
- IC 3431
- IC 3432
- IC 3433
- IC 3434
- IC 3435
- IC 3436
- IC 3437
- IC 3438
- IC 3439
- IC 3440
- IC 3441
- IC 3442
- IC 3443
- IC 3444
- IC 3445
- IC 3446
- IC 3447
- IC 3448
- IC 3449
- IC 3450
- IC 3451
- IC 3452
- IC 3453
- IC 3454
- IC 3455
- IC 3456
- IC 3457
- IC 3458
- IC 3459
- IC 3460
- IC 3461
- IC 3462
- IC 3463
- IC 3464
- IC 3465
- IC 3466
- IC 3467
- IC 3468
- IC 3469
- IC 3470
- IC 3471
- IC 3472
- IC 3473
- IC 3474
- IC 3475
- IC 3476
- IC 3477
- IC 3478
- IC 3479
- IC 3480
- IC 3481
- IC 3482
- IC 3483
- IC 3484
- IC 3485
- IC 3486
- IC 3487
- IC 3488
- IC 3489
- IC 3490
- IC 3491
- IC 3492
- IC 3493
- IC 3494
- IC 3495
- IC 3496
- IC 3497
- IC 3498
- IC 3499
- IC 3500
- IC 3501
- IC 3502
- IC 3503
- IC 3504
- IC 3505
- IC 3506
- IC 3507
- IC 3508
- IC 3509
- IC 3510
- IC 3511
- IC 3512
- IC 3513
- IC 3514
- IC 3515
- IC 3516
- IC 3517
- IC 3518
- IC 3519
- IC 3520
- IC 3521
- IC 3522
- IC 3523
- IC 3524
- IC 3525
- IC 3526
- IC 3527
- IC 3528
- IC 3529
- IC 3530
- IC 3531
- IC 3532
- IC 3533
- IC 3534
- IC 3535
- IC 3536
- IC 3537
- IC 3538
- IC 3539
- IC 3540
- IC 3541
- IC 3542
- IC 3543
- IC 3544
- IC 3545
- IC 3546
- IC 3547
- IC 3548
- IC 3549
- IC 3550
- IC 3551
- IC 3552
- IC 3553
- IC 3554
- IC 3555
- IC 3556
- IC 3557
- IC 3558
- IC 3559
- IC 3560
- IC 3561
- IC 3562
- IC 3563
- IC 3564
- IC 3565
- IC 3566
- IC 3567
- IC 3568
- IC 3569
- IC 3570
- IC 3571
- IC 3572
- IC 3573
- IC 3574
- IC 3575
- IC 3576
- IC 3577
- IC 3578
- IC 3579
- IC 3580
- IC 3581
- IC 3582
- IC 3583
- IC 3584
- IC 3585
- IC 3586
- IC 3587
- IC 3588
- IC 3589
- IC 3590
- IC 3591
- IC 3592
- IC 3593
- IC 3594
- IC 3595
- IC 3596
- IC 3597
- IC 3598
- IC 3599
- IC 3600
- IC 3601
- IC 3602
- IC 3603
- IC 3604
- IC 3605
- IC 3606
- IC 3607
- IC 3608
- IC 3609
- IC 3610
- IC 3611
- IC 3612
- IC 3613
- IC 3614
- IC 3615
- IC 3616
- IC 3617
- IC 3618
- IC 3619
- IC 3620
- IC 3621
- IC 3622
- IC 3623
- IC 3624
- IC 3625
- IC 3626
- IC 3627
- IC 3628
- IC 3629
- IC 3630
- IC 3631
- IC 3632
- IC 3633
- IC 3634
- IC 3635
- IC 3636
- IC 3637
- IC 3638
- IC 3639
- IC 3640
- IC 3641
- IC 3642
- IC 3643
- IC 3644
- IC 3645
- IC 3646
- IC 3647
- IC 3648
- IC 3649
- IC 3650
- IC 3651
- IC 3652
- IC 3653
- IC 3654
- IC 3655
- IC 3656
- IC 3657
- IC 3658
- IC 3659
- IC 3660
- IC 3661
- IC 3662
- IC 3663
- IC 3664
- IC 3665
- IC 3666
- IC 3667
- IC 3668
- IC 3669
- IC 3670
- IC 3671
- IC 3672
- IC 3673
- IC 3674
- IC 3675
- IC 3676
- IC 3677
- IC 3678
- IC 3679
- IC 3680
- IC 3681
- IC 3682
- IC 3683
- IC 3684
- IC 3685
- IC 3686
- IC 3687
- IC 3688
- IC 3689
- IC 3690
- IC 3691
- IC 3692
- IC 3693
- IC 3694
- IC 3695
- IC 3696
- IC 3697
- IC 3698
- IC 3699
- IC 3700
- IC 3701
- IC 3702
- IC 3703
- IC 3704
- IC 3705
- IC 3706
- IC 3707
- IC 3708
- IC 3709
- IC 3710
- IC 3711
- IC 3712
- IC 3713
- IC 3714
- IC 3715
- IC 3716
- IC 3717
- IC 3718
- IC 3719
- IC 3720
- IC 3721
- IC 3722
- IC 3723
- IC 3724
- IC 3725
- IC 3726
- IC 3727
- IC 3728
- IC 3729
- IC 3730
- IC 3731
- IC 3732
- IC 3733
- IC 3734
- IC 3735
- IC 3736
- IC 3737
- IC 3738
- IC 3739
- IC 3740
- IC 3741
- IC 3742
- IC 3743
- IC 3744
- IC 3745
- IC 3746
- IC 3747
- IC 3748
- IC 3749
- IC 3750
- IC 3751
- IC 3752
- IC 3753
- IC 3754
- IC 3755
- IC 3756
- IC 3757
- IC 3758
- IC 3759
- IC 3760
- IC 3761
- IC 3762
- IC 3763
- IC 3764
- IC 3765
- IC 3766
- IC 3767
- IC 3768
- IC 3769
- IC 3770
- IC 3771
- IC 3772
- IC 3773
- IC 3774
- IC 3775
- IC 3776
- IC 3777
- IC 3778
- IC 3779
- IC 3780
- IC 3781
- IC 3782
- IC 3783
- IC 3784
- IC 3785
- IC 3786
- IC 3787
- IC 3788
- IC 3789
- IC 3790
- IC 3791
- IC 3792
- IC 3793
- IC 3794
- IC 3795
- IC 3796
- IC 3797
- IC 3798
- IC 3799
- IC 3800
- IC 3801
- IC 3802
- IC 3803
- IC 3804
- IC 3805
- IC 3806
- IC 3807
- IC 3808
- IC 3809
- IC 3810
- IC 3811
- IC 3812
- IC 3813
- IC 3814
- IC 3815
- IC 3816
- IC 3817
- IC 3818
- IC 3819
- IC 3820
- IC 3821
- IC 3822
- IC 3823
- IC 3824
- IC 3825
- IC 3826
- IC 3827
- IC 3828
- IC 3829
- IC 3830
- IC 3831
- IC 3832
- IC 3833
- IC 3834
- IC 3835
- IC 3836
- IC 3837
- IC 3838
- IC 3839
- IC 3840
- IC 3841
- IC 3842
- IC 3843
- IC 3844
- IC 3845
- IC 3846
- IC 3847
- IC 3848
- IC 3849
- IC 3850
- IC 3851
- IC 3852
- IC 3853
- IC 3854
- IC 3855
- IC 3856
- IC 3857
- IC 3858
- IC 3859
- IC 3860
- IC 3861
- IC 3862
- IC 3863
- IC 3864
- IC 3865
- IC 3866
- IC 3867
- IC 3868
- IC 3869
- IC 3870
- IC 3871
- IC 3872
- IC 3873
- IC 3874
- IC 3875
- IC 3876
- IC 3877
- IC 3878
- IC 3879
- IC 3880
- IC 3881
- IC 3882
- IC 3883
- IC 3884
- IC 3885
- IC 3886
- IC 3887
- IC 3888
- IC 3889
- IC 3890
- IC 3891
- IC 3892
- IC 3893
- IC 3894
- IC 3895
- IC 3896
- IC 3897
- IC 3898
- IC 3899
- IC 3900
- IC 3901
- IC 3902
- IC 3903
- IC 3904
- IC 3905
- IC 3906
- IC 3907
- IC 3908
- IC 3909
- IC 3910
- IC 3911
- IC 3912
- IC 3913
- IC 3914
- IC 3915
- IC 3916
- IC 3917
- IC 3918
- IC 3919
- IC 3920
- IC 3921
- IC 3922
- IC 3923
- IC 3924
- IC 3925
- IC 3926
- IC 3927
- IC 3928
- IC 3929
- IC 3930
- IC 3931
- IC 3932
- IC 3933
- IC 3934
- IC 3935
- IC 3936
- IC 3937
- IC 3938
- IC 3939
- IC 3940
- IC 3941
- IC 3942
- IC 3943
- IC 3944
- IC 3945
- IC 3946
- IC 3947
- IC 3948
- IC 3949
- IC 3950
- IC 3951
- IC 3952
- IC 3953
- IC 3954
- IC 3955
- IC 3956
- IC 3957
- IC 3958
- IC 3959
- IC 3960
- IC 3961
- IC 3962
- IC 3963
- IC 3964
- IC 3965
- IC 3966
- IC 3967
- IC 3968
- IC 3969
- IC 3970
- IC 3971
- IC 3972
- IC 3973
- IC 3974
- IC 3975
- IC 3976
- IC 3977
- IC 3978
- IC 3979
- IC 3980
- IC 3981
- IC 3982
- IC 3983
- IC 3984
- IC 3985
- IC 3986
- IC 3987
- IC 3988
- IC 3989
- IC 3990
- IC 3991
- IC 3992
- IC 3993
- IC 3994
- IC 3995
- IC 3996
- IC 3997
- IC 3998
- IC 3999